# Roberta Bondar
Roberta Bondar (Sault Ste. Marie, Ontario, 4 de diciembre de 1945) es la primera mujer canadiense astronauta y la primera neuróloga canadiense en el espacio. Después de más de una década como jefa de medicina espacial de la NASA, Bondar se convirtió en consultora y conferenciante en las comunidades comerciales, científicas y médicas.
Bondar ha recibido varios honores, incluyendo la Orden de Canadá, la Orden de Ontario, la Medalla Espacial de la NASA, más de 22 títulos honoríficos y su ingreso en el Salón de la Fama de la Medicina de Canadá.

## Biografía

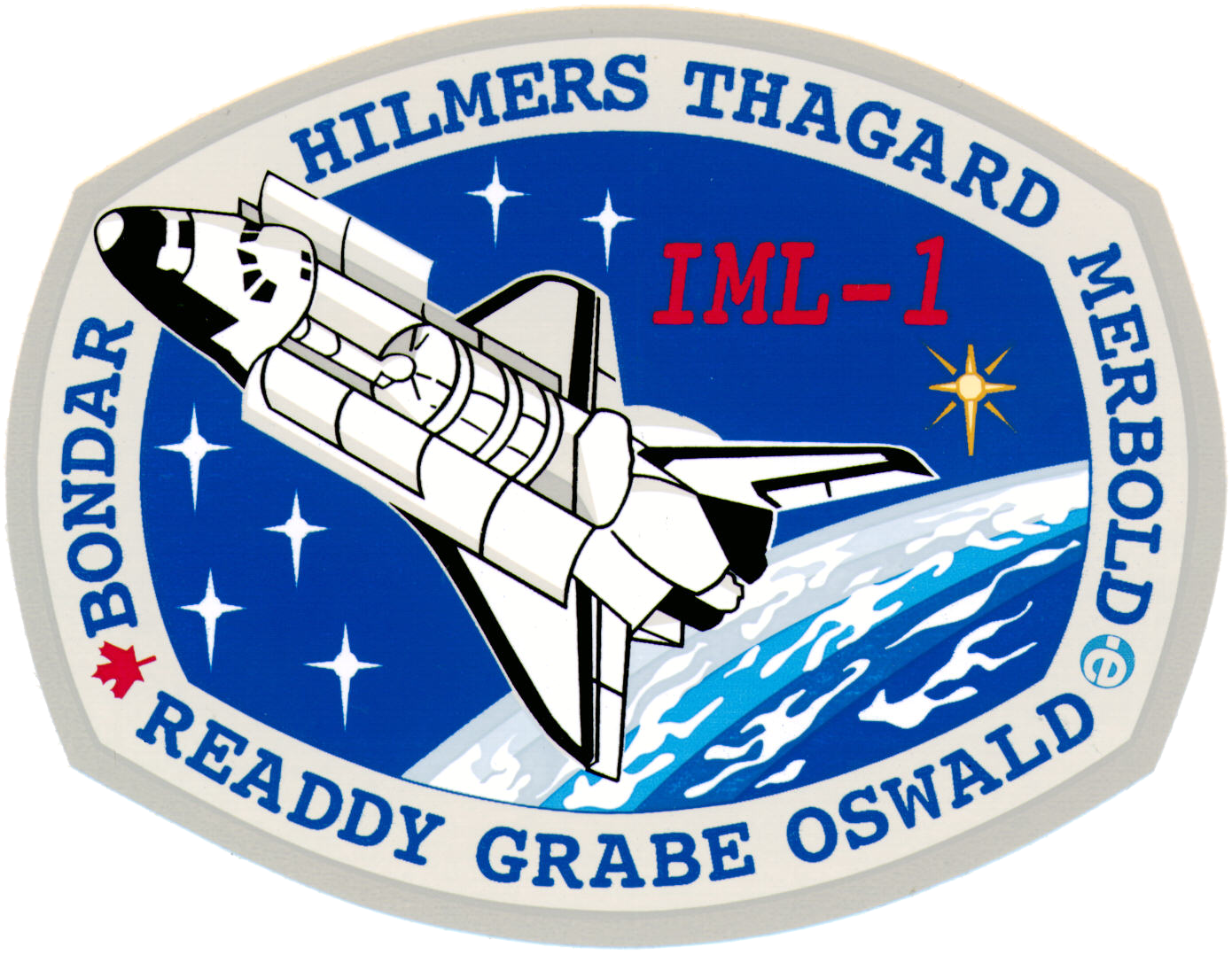
Insignia de la misión STS-42

Bondar nació en Sault Ste. Marie, Ontario, el 4 de diciembre de 1945. Su padre es de origen ucraniano y su madre es de ascendencia inglesa. Cuando era pequeña, disfrutaba de la ciencia. Le encantaron las ferias anuales de ciencias en sus clases, y su padre construyó un laboratorio en el sótano donde realizaba experimentos con frecuencia.
Bondar se graduó en la Sir James Dunn High School en Sault Ste. Marie, y tiene un Bachelor of Science en zoología y agricultura por la Universidad de Guelph (1968), un Master of Science en patología experimental por la University of Western Ontario en 1971. Se doctoró en neurociencia por la Universidad de Toronto en 1974, y en medicina por la Universidad McMaster en 1977.
En 1981, se convirtió en una integrante del Royal College of Physicians and Surgeons of Canada en neurología. También tiene certificación en paracaidismo y es fotógrafa de paisajes, habiendo estudiado fotografía de la naturaleza a nivel profesional en el Brooks Institute of Photography, en Santa Bárbara, California.
Fue una de los seis astronautas canadienses originalmente seleccionados en 1983. Comenzó su entrenamiento como astronauta al año siguiente y en 1992 fue designada como Payload Specialist para la primera misión internacional del Microgravity Laboratory Mission (IML-1). Bondar voló al espacio en el transbordador espacial Discovery de la NASA durante la Misión STS-42, del 22 al 30 de enero de 1992, durante el cual realizó experimentos en el Spacelab.
Después de su carrera como astronauta, dirigió un equipo internacional de investigadores en la NASA durante más de una década, examinando datos obtenidos por los astronautas en misiones espaciales para comprender mejor los mecanismos subyacentes de la capacidad del cuerpo para recuperarse de la exposición al espacio.
También persiguió con su intereses en la fotografía, haciendo énfasis en los entornos naturales. Es autora de cuatro ensayos fotográficos con su fotografía de la Tierra, incluida en Passionate Vision (2000), que cubrió los parques nacionales de Canadá.
Trabajó como consultora y presentadora de diversas organizaciones, aprovechando su experiencia como astronauta, médica, investigadora científica, fotógrafa, autora, intérprete ambiental y líder de equipo. Respetada por su experiencia y comentarios, fue invitada a cadenas de televisión y radio en los Estados Unidos y Canadá. Apareció en la película de IMAX Destiny in Space, y también participó en la cobertura que realiza el canal Discovery Channel de los lanzamientos de transbordadores espaciales.
Desde 2003 hasta 2009 fue la rectora de la Universidad de Trent, en Canadá. Este último año registró The Roberta Bondar Foundation, una organización benéfica sin fines de lucro donde busca consciencia sobre los problemas medioambientales del planeta.

## Honores, premios y tributos

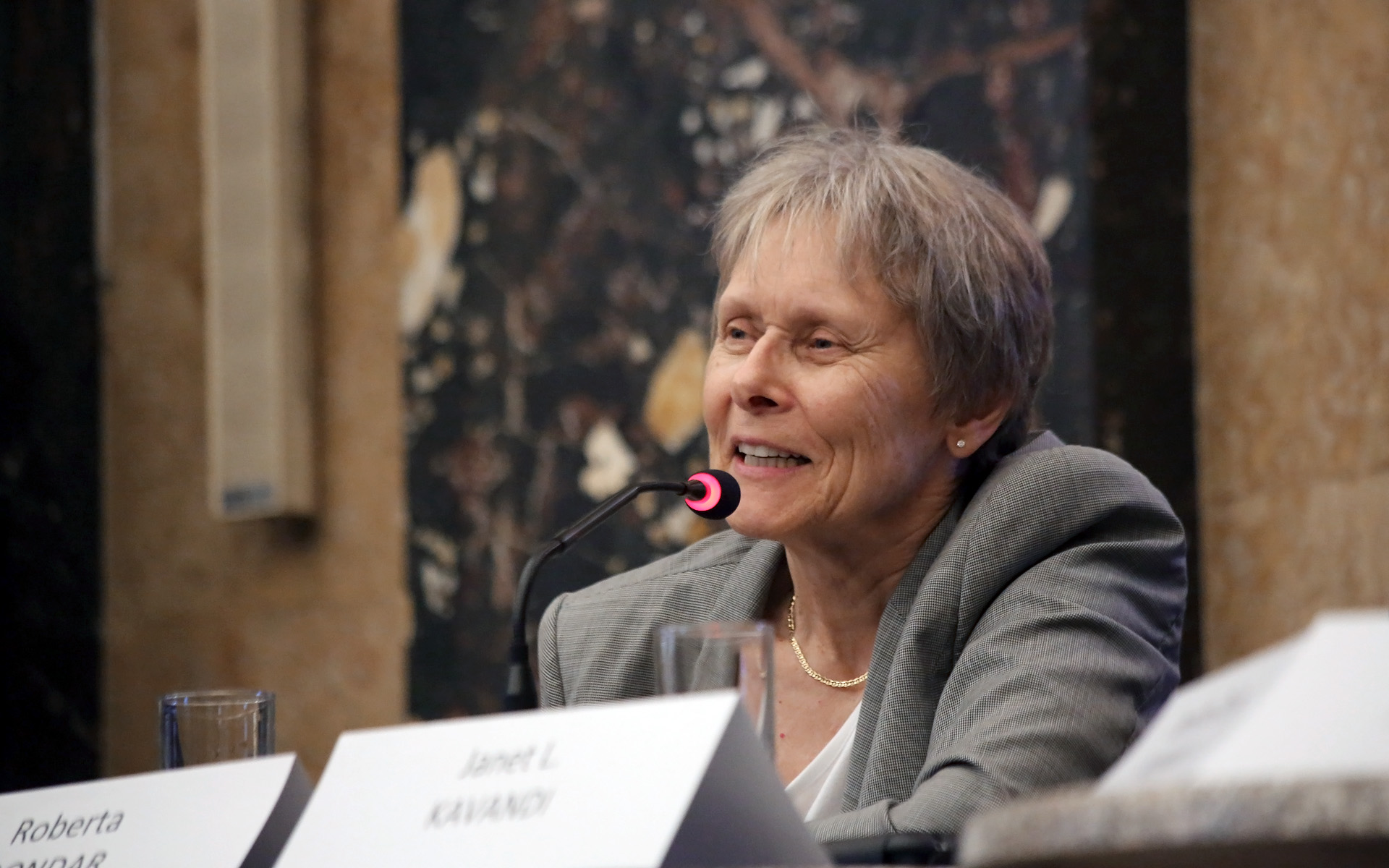
Roberta Bondar durante la conferencia Women in Space: The Next 50 Years de 2013, en Viena, Austria

El 28 de junio de 2011, se anunció que Bondar recibiría una estrella en el Paseo de la fama de Canadá y sería admitida el 1 de octubre en el Elgin and Winter Garden Theatres de Toronto, siendo la primera astronauta en recibir este honor.
En su ciudad natal de Sault Ste. Marie, el pabellón Roberta Bondar Park lleva su nombre, al igual que el puerto deportivo junto al parque y el edificio del gobierno de Ontario en el número 70 de Foster Drive. También ha sido honrada con una placa en paseo de la fama de Sault Ste. Marie.
En 1996, se inauguró la escuela pública Dr. Roberta Bondar en Ajax, Ontario, y se inauguró la escuela pública Roberta Bondar en Ottawa. En 2005, se inauguró otra escuela pública llamada Roberta Bondar Public School en Brampton, Ontario. También hay la escuela primaria, Dr. Roberta Bondar en Abbotsford, Columbia Británica, y la escuela pública Dr. Roberta Bondar en Maple (Vaughan), Ontario.
En 2009, la Universidad Concordia otorgó a Bondar la prestigiosa Medalla Loyola.
En 2017, la Royal Canadian Mint lanzará una edición limitada del 25 aniversario de la moneda de $ 25 titulada A View of Canada from Space. La presentación de este honor se realizó en su ciudad natal de Sault Ste. Marie en Sault College el 1 de noviembre de 2016.
El asteroide (13693) Bondar fue nombrado así en su honor.